# Svatokřížský les

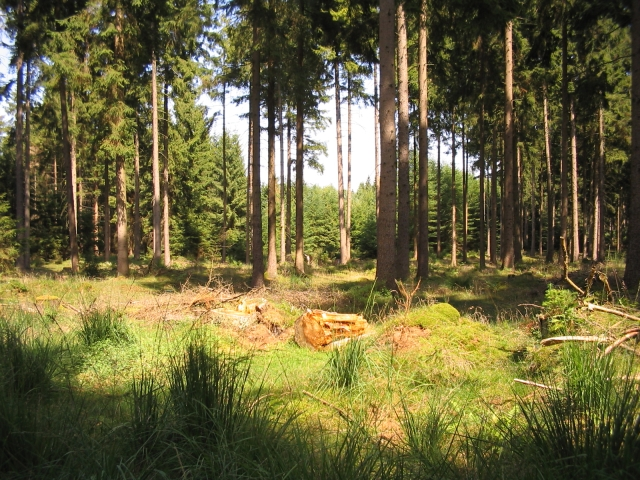
Typisches Waldgebiet in Mittelgebirgen

Der Svatokřížský les (deutsch: Heiligenkreuzwald) ist ein dichtes Waldgebiet auf einem Bergrücken zwischen der Landesgrenze zu Deutschland und dem Ort Svatý Kříž (deutsch: Heiligenkreuz) in der Výhledská vrchovina (deutsch etwa: Oberkunreuther Bergland), südlich der Stadt Cheb (deutsch: Eger) im Karlovarský kraj (deutsch: Region Karlsbad) in Tschechien.

## Geographie
Der Bergrücken besteht aus mehreren Erhebungen zwischen den Anhöhen Krátery (deutsch: Krater, 587 m), Šlingova Mýť (deutsch: Schlindelhau, 549 m) und U Rozcestí (deutsch: Zwiesel, 541 m). Durch das Waldgebiet verläuft die II. Klasse-Straße 214 von Cheb nach Waldsassen.

## Touristische Erschließung
Nennenswert ist das Památník obětem železné opony (deutsch: Denkmal für die Opfer des Eisernen Vorhangs) bei Svatý Kříž.

## Geschichte
Früher diente der Wald als Rohstoffquelle für die Städte Eger und Waldsassen.

## Karten
- Bayerisches Landesvermessungsamt: UK 50-13 Naturpark Fichtelgebirge – östlicher Teil, Maßstab 1:50.000 (mit Wanderwegen)